# Cei patru călăreți (Jericho)
"Cei patru călăreți" e cel de-al treilea episod din primul sezon al serialui dramatic Jericho.

## Sumar
Episodul începe la 18 ore după bombardament. Robert Hawkins se îmbracă în costum anti-radiații și iese afară în ploaie. El intră într-un depozit de puști și provizii de unde ia un butoi pe care îl pune într-un camion.
Stanley ajunge în sfârșit la ferma Richmond și se duce în pivniță, unde erau adăpostiți ceilalți. Deși toți se bucură să-l vadă, Jake le impune celorlalți precauție: Stanley se aflase timp de 20 de minute în ploaie și era posibil să fi fost contaminat de radiații. El ia legătura cu April, aflată în adăpostul de la primărie, și aceasta sugerează să îi administreze iod și să fie atenți dacă vomită. Stanley le mărturisește că, pe drumul spre fermă, văzuse câteva tancuri pe autostradă. El nu le poate preciza însă și originea, deoarece se aflau prea departe.
În mină, mulțimea adăpostită acolo începe să se neliniștească. În special, Scott Rennie, unul din colegii și prietenii lui Heather, ajunge să manifeste simptome de claustrofobie. Toate încercările lui Heather de a-l liniști dau greș. El cere cu insistență să iasă afară, panicând lumea. Gray Anderson și Shep, un prieten de-al său, îl duc departe de mulțime pentru a nu răspândi panica.
Când se oprește ploaia, o echipă se înființează pe dată la mină pentru a destupa intrarea și a-i scoate pe oameni de acolo. Heather vede însă, cu surprindere, că Scott Rennie a murit. Gray și Shep îi explică că a avut un atac de cord însă profesoara suspectează că e ceva mai mult de-atât și îl roagă pe Shep să-i spună adevărul. Acesta însă o evită, oferindu-i răspunsuri evazive. Între timp, Jake și Bonnie primesc cu bucurie vestea că Stanley nu a suferit nici o contaminare aparentă.